# Disco protoplanetario

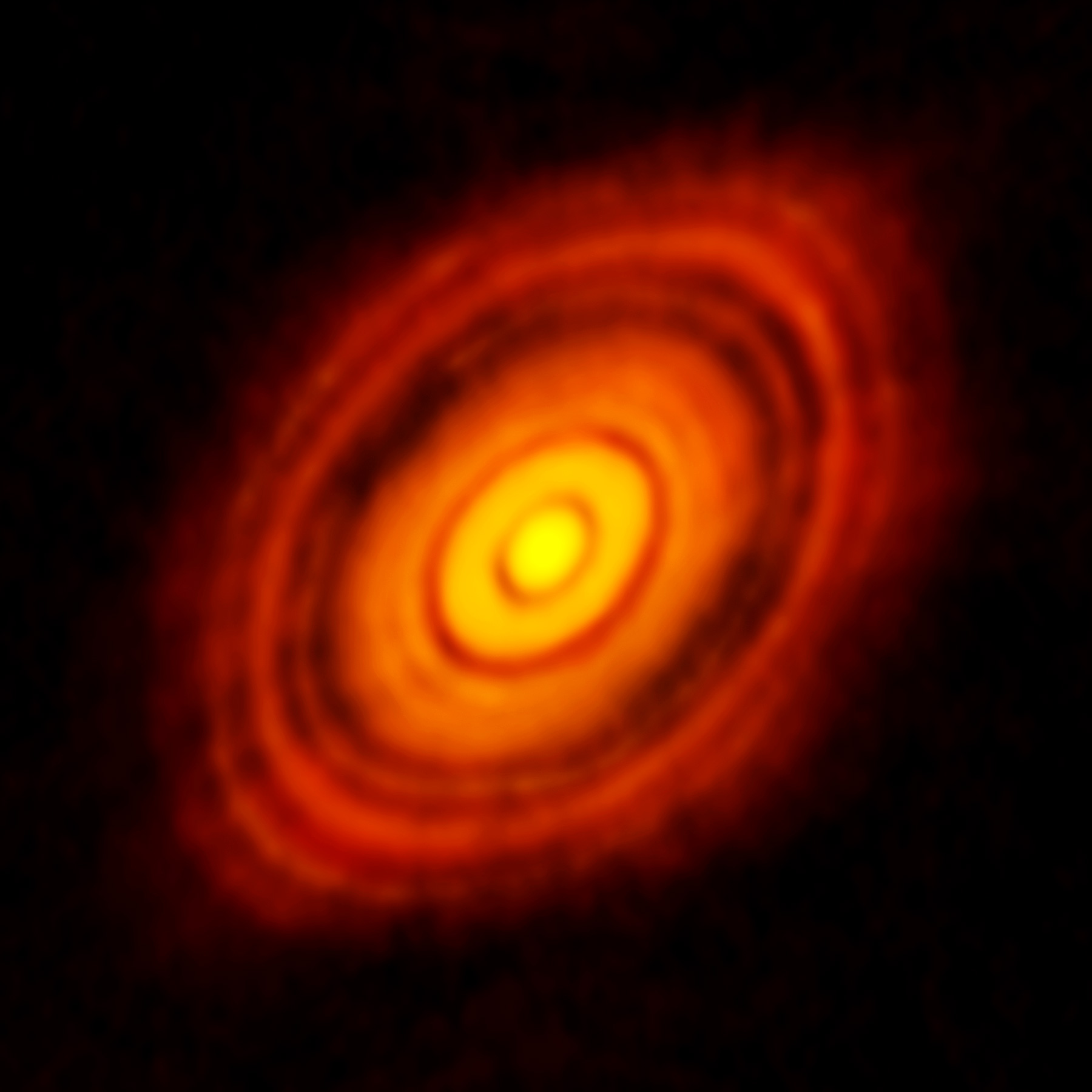
Imagen de ALMA de un disco protoplanetario en HL Tauri

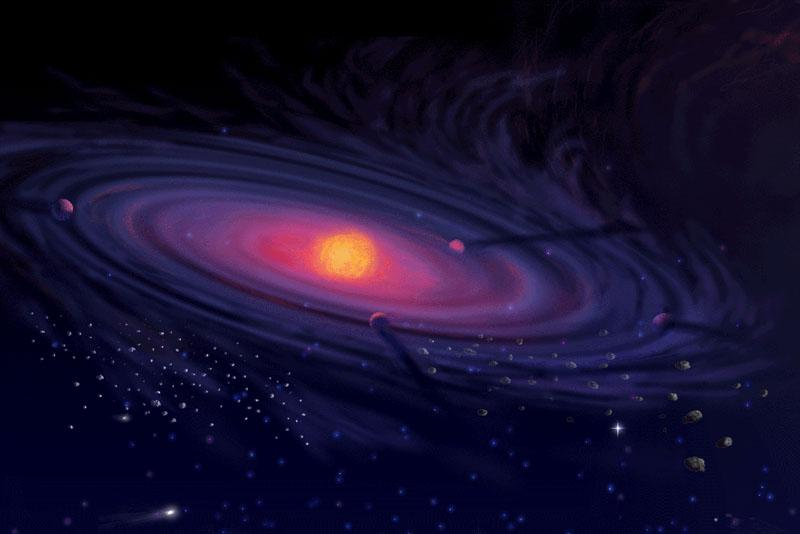
Imagen artística de un disco protoplanetario

Un disco protoplanetario es un disco circunestelar de material alrededor de una estrella joven, generalmente del tipo T Tauri. En ocasiones se les conoce también por la abreviatura proplyds al producirse en estos discos los procesos físicos que llevan a la formación de planetas. Los discos protoplanetarios son discos de acrecimiento alrededor de estrellas jóvenes fundamentales para comprender la formación de la estrella y de un posible sistema planetario.

## Observación
Los discos son observables de forma directa como material nebuloso en determinadas longitudes de onda o como un exceso en la emisión infrarroja de la estrella central. Su tamaño suele ser de varios centenares de unidades astronómicas pudiendo alcanzar radios de hasta 1000 UA. Sus regiones centrales pueden estar a altas temperaturas calentadas por la estrella central y los procesos de acreción. Los discos protoplanetarios más jóvenes están acompañados a menudo por chorros polares por los que se escapa parte del material que fluye hacia la estrella central.

## Formación

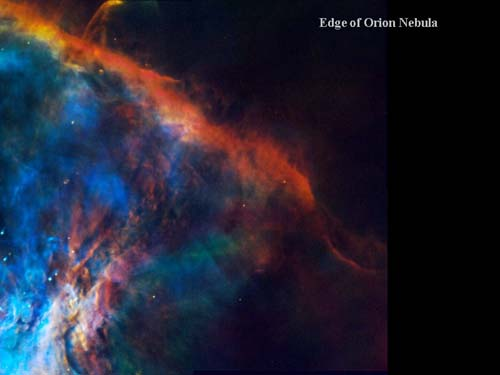

Los discos se forman en el mismo proceso de formación estelar que producen la estrella central. Una protoestrella se forma por la condensación de material procedente de una nube molecular compuesta principalmente por hidrógeno molecular fragmentada por su propia gravedad al alcanzar unas condiciones críticas de tamaño, masa o densidad. En el colapso la nube fragmentada se contrae ganando en densidad y formando una protoestrella en su centro. Sin embargo, el material exterior, obligado a conservar el momento angular del sistema, no cae directamente sobre el cuerpo central sino que es sustentado por la fuerza centrípeta asociada a su rotación. La rotación hace que el material exterior caiga sobre una región extendida en forma de disco perpendicular al eje de rotación del sistema. Los tiempos característicos de colapso son de unos 100 000 años y los discos formados pueden persistir durante 1-10 millones de años. El material del disco es acretado lentamente por la estrella central mientras que el material exterior se difunde lentamente hacia distancias mayores conservando el momento angular. El disco protoplanetario más antiguo descubierto hasta ahora podría tener 25 millones de años.

## Discos circunestelares secundarios

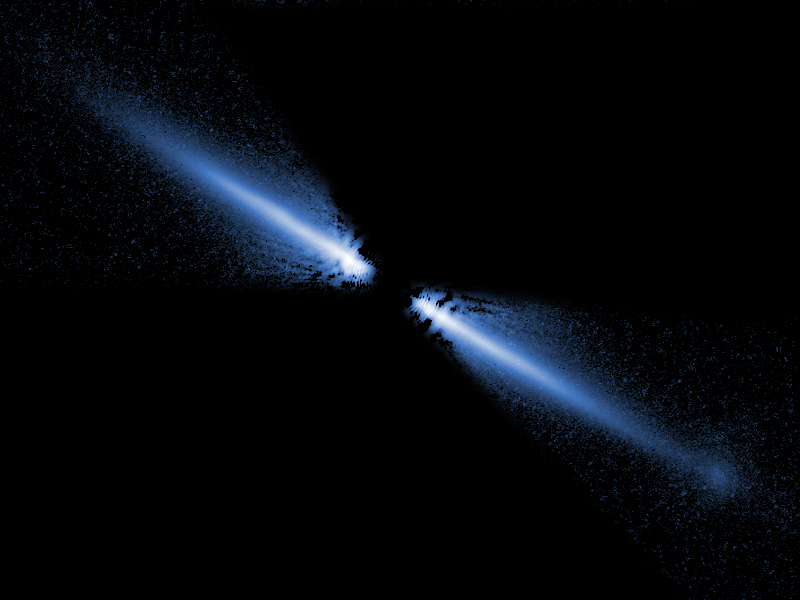
Disco secundario de polvo alrededor del sistema AU Microscopii

En los discos protoplanetarios se forman los sistemas planetarios. El material exterior frío se condensa en granos de hielo que pueden interaccionar entre sí agregándose y formando cuerpos progresivamente mayores hasta adquirir suficiente masa para influir gravitacionalmente las órbitas de otros cuerpos cercanos. Estos cuerpos reciben el nombre de planetesimales. En las regiones internas del sistema estelar las temperaturas son lo bastante altas como para impedir la condensación de hielos pero los mismos procesos actúan sobre materiales refractarios con temperaturas de evaporación mucho más elevadas. Las colisiones entre planetesimales pueden ser destructivas o producir cuerpos aun mayores hasta formar protoplanetas. Sin embargo las colisiones destructivas producen grandes cantidades de polvo que rodea la estrella central en un disco secundario ausente de gas y que puede persistir varios centenares de millones de años.